# Lauenburger Straße 11 (Bad Suderode)

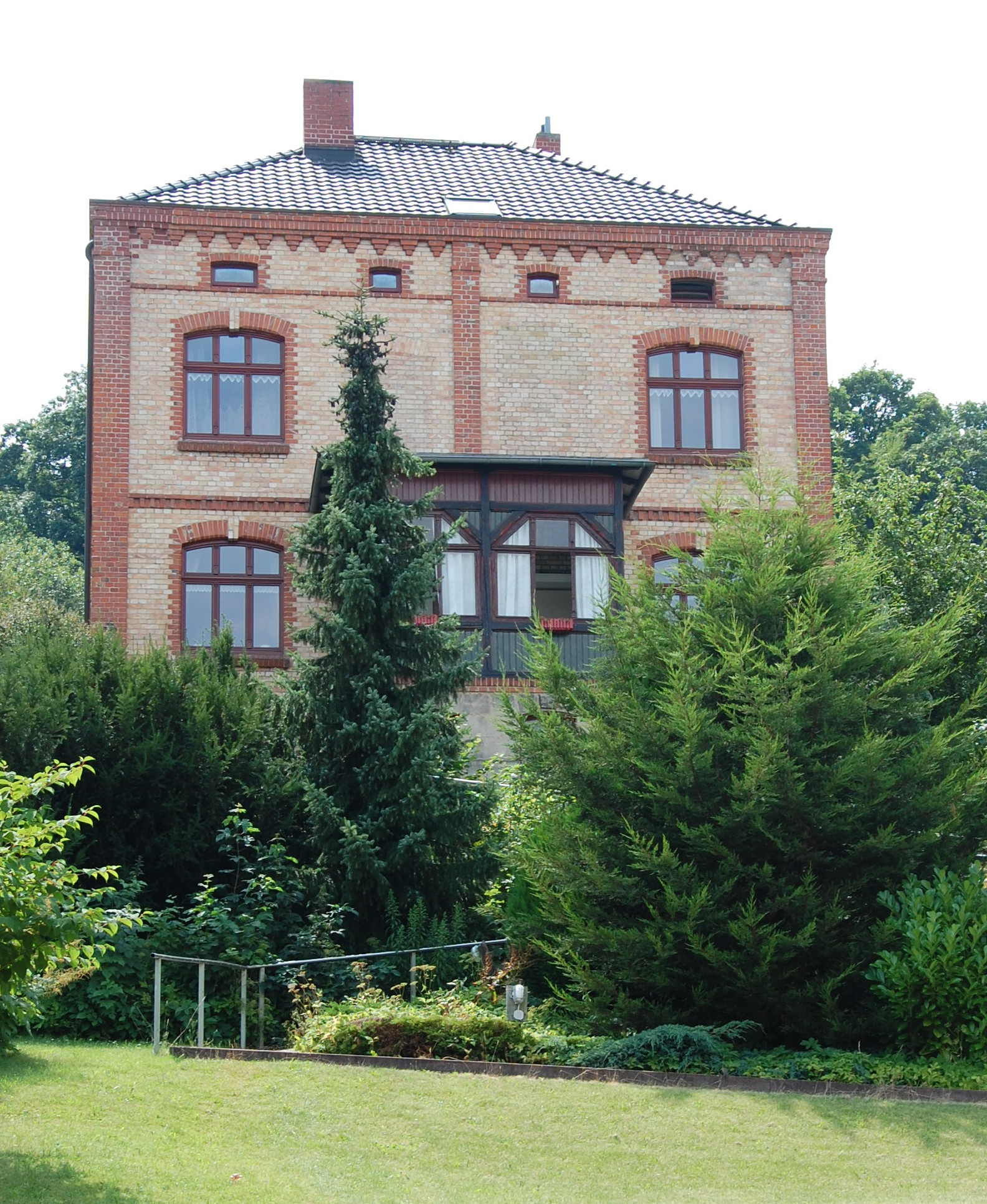
Villa Lauenburger Straße 11

Das Haus Lauenburger Straße 11 ist ein denkmalgeschütztes Gebäude im zur Stadt Quedlinburg in Sachsen-Anhalt gehörenden Ortsteil Bad Suderode.

## Lage
Es befindet sich auf einem Höhenzug westlich des Ortskerns Bad Suderodes, auf der Südseite oberhalb der Lauenburger Straße. Im örtlichen Denkmalverzeichnis ist das Gebäude als Villa eingetragen.

## Architektur und Geschichte
Die Villa entstand als Ziegelbau in der Zeit um 1890. Die Gliederung der Fassade erfolgt durch den Einsatz unterschiedlich farbiger Baumaterialien sowie Konsolfries und Lisenen. Der Eingang befindet sich auf der straßenabgewandten Südseite des Hauses. Dort ist vor das Gebäude eine zweigeschossige hölzerne Loggia gesetzt. Auf der Seite zum Hang befindet sich ein Standerker auf dem sich ebenfalls ein Loggiaaufsatz befindet.
Die Traufe ist in Form einer Attika gestaltet, hinter der erst das Dach des Hauses ansetzt.
Im Gebäudeinneren ist die ursprüngliche Raumaufteilung erhalten.